# Vĩnh Dung
Vĩnh Dung (chữ Hán: 永瑢; tiếng Mãn: ᠶᡠᠩ ᡳᡠᠩ, Möllendorff: yung iong; 28 tháng 1, 1744 - 13 tháng 6, 1790), Ái Tân Giác La, hiệu Tinh Trai (惺齋), Tây viên chủ nhân (西園主人) hoặc Cửu tư chủ nhân (九思主人), là Hoàng tử thứ 6 của Thanh Cao Tông Càn Long Đế.
Hoàng tử Vĩnh Dung được biết đến vì tài học xuất sắc, là một trong những nhà biên soạn bộ Tứ khố toàn thư - bộ bách khoa lớn nhất trong lịch sử phong kiến Trung Quốc. Ngoài ra, ông còn thể hiện tài thư pháp trong chính tác phẩm của mình Nhị thập nhất chúng cứu độ Phật mẫu tán (二十一種救度佛母贊).

## Cuộc đời
Hoàng tử Vĩnh Dung sinh ra ở Bích Đồng thư viện (碧桐書院), Viên Minh Viên vào ngày 14 tháng 12 (âm lịch) năm Càn Long thứ 8 (1743), là anh em ruột với Tuần Quận vương Vĩnh Chương và Hòa Thạc Hòa Gia Công chúa. Sinh mẫu của ông là Thuần Huệ Hoàng quý phi Tô thị, một sủng phi của Càn Long Đế.
Năm Càn Long thứ 24 (1759), tháng 12, ông được chỉ định làm con thừa tự cho Thận Tĩnh Quận vương Dận Hi - con trai thứ 21 của Khang Hi Đế, do đó ông liền được phong Đa La Bối lặc (多羅貝勒). Năm sau (1760) thì nhậm mệnh đến Thận vương phủ nhập tự. Trong thời gian làm Bối lặc, ông nhiều lần được mệnh xử lý sự vụ Nội vụ phủ, cũng như đảm nhiệm Đường cổ thắc học (唐古忒學). Năm thứ 37 (1772), tháng 10, ông lại được tấn phong Chất Quận vương (質郡王). Trong thời gian này, ông đảm nhiệm tổng chỉnh của Tứ Khố Toàn Thư quán (四庫全書館), kiêm quản lý sự vụ của Khâm thiên giám. Năm thứ 54 (1789), tấn thăng Chất Thân vương (質親王).
Năm Càn Long thứ 55 (1790), ngày 1 tháng 5 (âm lịch), ông qua đời, khi 48 tuổi. Thuỵ hiệu là Trang (莊). Phong hiệu ("Chất") của Vĩnh Dung, Mãn văn là 「gungmin」, vốn không phải Mãn văn nguyên ngữ, mà thực sự mang theo nghĩa của chữ Hán, nghĩa là "Bản thể", "Bản tính". Mộ phần của ông thuộc khu vực Lai Thủy, Hà Bắc, Trung Quốc - đây vốn là đất được định dành cho một chi Chân vương phủ và Thận vương phủ. Mộ của ông cùng con trai Miên Khánh nằm ở thôn Bắc Lạc Bình, tục xưng [Bắc cung; 北宮] hay [Lục vương mộ; 六王墳], năm 1958 hoàn toàn bị dỡ bỏ do xây dựng đập nước.

## Gia quyến

### Thê thiếp
- Đích Phúc tấn:

1. Nguyên phối Phú Sát thị (富察氏), con gái của Tham tướng Phó Khiêm (傅谦), em trai của Hiếu Hiền Thuần Hoàng hậu. Năm Càn Long thứ 27 (1762), ngày 22 tháng 4 (âm lịch), Càn Long Đế phát hiện Phúc tấn Phú Sát thị không tham dự lễ phát tang cho Thuần Huệ Hoàng quý phi, nên đề nghị Lục a ca Vĩnh Dung trình bày lý do, cuối cùng vào tháng 5 năm ấy nghị phạt 9 tháng bổng lộc đối với Phúc tấn. Năm Càn Long thứ 37 (1773), khoảng 24 tháng 2 (âm lịch), phát hiện hồ sơ ghi lại Phú Sát thị bị sủng thiếp của Vĩnh Dung hạ độc. Khoảng ngày 19 tháng 3 (âm lịch), Phú Sát thị qua đời, không rõ bao nhiêu tuổi[2]. Bà có một em gái làm trắc phúc tấn của Miên Ân
2. Kế phối Nữu Hỗ Lộc thị (钮祜禄氏), con gái của Loan nghi sứ Đạt Phúc (达福). Sau khi Phú Sát thị bị độc chết, Nữu Hỗ Lộc thị trở thành Kế Phúc tấn.

- Trắc Phúc tấn:

1. Triệu thị (赵氏), con gái của Du kích Triệu Tông Hạo (赵宗浩).
2. Vưu thị (尤氏), con gái của Vưu Đại (尤大), vốn là Sử nữ tấn phong.

- Thị thiếp: Cảnh thị (景氏), con gái của Viên ngoại lang Thế Xuân (达春).

### Hậu duệ
- Con trai:

1. Miên Thông (绵聪; 1766 - 1780), mẹ là Phú Sát thị. Sinh ngày 12 tháng 2 (âm lịch) năm Càn Long thứ 31, mất ngày 16 tháng 7 (âm lịch) năm Càn Long thứ 45, khi 15 tuổi.
2. Miên Ái (绵爱; 1769 - 1771), chết yểu, mẹ là Phú Sát thị. Sinh ngày 16 tháng 1 (âm lịch) năm Càn Long thứ 34, mất ngày 30 tháng 7 (âm lịch) năm Càn Long thứ 36, khi 3 tuổi.
3. Miên Từ (绵慈; 1770 - 1773), chết yểu, mẹ là Vưu thị. Sinh ngày 5 tháng 11 (âm lịch) năm Càn Long thứ 35, mất ngày 3 tháng 4 (âm lịch) năm Càn Long thứ 38, khi 4 tuổi.
4. Miên Tín (绵信; 1775 - 1777), chết yểu, mẹ là Nữu Hỗ Lộc thị. Sinh ngày 19 tháng 7 (âm lịch) năm Càn Long thứ 40, mất ngày 26 tháng 10 (âm lịch) năm Càn Long thứ 42, khi 3 tuổi.
5. Miên Khánh (绵慶; 1780 - 1804), mẹ là Nữu Hỗ Lộc thị. Sinh ngày 4 tháng 5 (âm lịch) năm Càn Long thứ 44. Năm thứ 55, được thụ phong Chất Quận vương kế thừa Vĩnh Dung. Truy thụy Chất Khác Quận vương (質恪郡王).
6. Miên Ý (绵意; 1787 - 1791), chết yểu, mẹ là Cảnh thị. Sinh ngày 25 tháng 3 (âm lịch) năm Càn Long thứ 52, mất ngày 23 tháng 4 (âm lịch) năm Càn Long thứ 57, khi 6 tuổi.

- Con gái:

1. Trưởng nữ (1766 - 1769), mẹ là Vưu thị. Sinh ngày 10 tháng 2 (âm lịch) năm Càn Long thứ 31, mất ngày 30 tháng 10 (âm lịch) năm Càn Long thứ 34. Chết yểu.
2. Nhị nữ (1767), mẹ là Phú Sát thị. Sinh ngày 17 tháng 12 (âm lịch) năm Càn Long thứ 32, mất sau khi sinh 3 ngày.
3. Tam nữ (1768 - 1770), mẹ là Vưu thị. Sinh ngày 11 tháng 6 (âm lịch) năm Càn Long thứ 33, mất ngày 15 tháng 5 (âm lịch) năm Càn Long thứ 35. Chết yểu.
4. Tứ nữ (1770 - 1779), mẹ là Phú Sát thị. Sinh ngày 15 tháng 8 (âm lịch) năm Càn Long thứ 35, mất ngày 11 tháng 8 (âm lịch) năm Càn Long thứ 44. Khi 10 tuổi.
5. Ngũ nữ (1776 - ?), được phong Huyện chúa, mẹ là Nữu Hỗ Lộc thị. Sinh ngày 9 tháng 7 (âm lịch) năm Càn Long thứ 41. Năm Càn Long thứ 50 (1785), tháng 11, cho tuyển Ngao Hán Trát Tát Khắc Quận vương Đức Khâm (德钦) - hậu duệ của Ngao Hán Cố Luân Công chúa - là "Hòa Thạc Ngạch phò". Năm Càn Long thứ 57 (1792), tháng 12, làm lễ thành hôn. Không rõ năm mất.

## Trong văn hoá đại chúng
| Năm  | Tác phẩm                   | Diễn viên                                                                     |
| 1999 | Hoàn Châu Cách Cách phần 2 | Không rõ Tập 29, cầu tình cho Tử Vi và Tiểu Yến tử                            |
| 2018 | Như Ý truyện               | Còn nhỏ: Trì Từ Hiên Triết (池徐轩哲) Trưởng thành: Trương Tân Trạch (张津泽) |
| 2018 | Diên Hi công lược          | Chu Nghĩ Thịnh (周义晟)                                                       |